# Николаево (област Сливен)
Вижте пояснителната страница за други значения на Николаево.
Николаево е село в Югоизточна България. То се намира в Община Сливен, област Сливен.

## География
Разположено е сред възвишенията на Сърнена гора: Дик тепе, Фърчански баир и Хендешки баир, обединени около център, сред който се разстила Шашкън дере.

## История
До 1878 година името му е Мутишов чифлик.
Променя няколко пъти името си – Айякьой, Екьой, Еникьой, Екьово, и след освобождението от османска власт – Николаево. 

## Редовни събития
Ежегодно на 24 май се чества празникът на селото.